# Pomnik Henryka Jordana w Krakowie
Pomnik Henryka Jordana – pomnik upamiętniający Henryka Jordana, znajdujący się w Krakowie, w dzielnicy V Krowodrza w parku Henryka Jordana, przy al. 3 Maja, na Czarnej Wsi.

Pomnik odsłonięty 21 czerwca 1914 roku, a wykonany został przez Jana Szczepkowskiego w formie popiersia z wyrytym napisem:
HENRYKOWI JORDANOWI

WDZIĘCZNI RODACY

1842-1907
Upamiętnia on Henryka Jordana, polskiego lekarza, społecznika, pioniera wychowania fizycznego w Polsce.